# Lenoir City
Lenoir City és una població dels Estats Units a l'estat de Tennessee. Segons el cens del 2000 tenia 6.819 habitants.

## Demografia
Segons el cens del 2000, Lenoir City tenia 6.819 habitants, 2.910 habitatges, i 1.815 famílies. La densitat de població era de 424,7 habitants/km².
Dels 2.910 habitatges en un 30,4% hi vivien nens de menys de 18 anys, en un 44,5% hi vivien parelles casades, en un 13,8% dones solteres, i en un 37,6% no eren unitats familiars. En el 33,2% dels habitatges hi vivien persones soles el 14,7% de les quals corresponia a persones de 65 anys o més que vivien soles. El nombre mitjà de persones vivint en cada habitatge era de 2,33 i el nombre mitjà de persones que vivien en cada família era de 2,95.
Per edats la població es repartia de la següent manera: un 25% tenia menys de 18 anys, un 9,3% entre 18 i 24, un 30,3% entre 25 i 44, un 20,8% de 45 a 60 i un 14,6% 65 anys o més.
L'edat mediana era de 35 anys. Per cada 100 dones de 18 o més anys hi havia 85,5 homes.
La renda mediana per habitatge era de 28.889 $ i la renda mediana per família de 33.462 $. Els homes tenien una renda mediana de 27.229 $ mentre que les dones 20.744 $. La renda per capita de la població era de 16.632 $. Entorn del 13,4% de les famílies i el 16% de la població estaven per davall del llindar de pobresa.

## Poblacions més properes
El següent diagrama mostra les poblacions més properes.